# ما جسم و تن هستیم
ما جسم و تن هستیم (اسپانیایی: Somos la carne‎) یک فیلم ترسناک درام مکزیکی به کارگردانی «امیلیانو روچا مینتر» است که در سال ۲۰۱۶ منتشر شد.
نخستین اکران این فیلم در جشنواره بین‌المللی فیلم روتردام ۲۰۱۶ بود در ایالات متحده آمریکا در سال ۲۰۱۷ منتشر شد.